# Maria Gustava Gyllenstierna
Maria Gustava Gyllenstierna, född den 27 oktober 1672 i Stockholm, död den 5 november 1737 på Tyresö slott, var en svensk grevinna, författare och översättare.

## Biografi
Maria Gustava Gyllenstierna var dotter till överståthållaren greve Christoffer Gyllenstierna i hans första gifte med grevinnan Gustava Juliana Oxenstierna (1644–1675). Hon gifte sig 1693 med riksrådet greve Karl Bonde av Björnö i hans andra äktenskap och de fick dottern Katarina Margareta, död 1755. Hon följde 1697 med maken på en diplomatisk resa till Nederländerna för att närvara vid fredsförhandlingarna efter pfalziska kriget. Bondes sekreterare Fritz var då fransk spion med uppdrag att påverka Bonde för Frankrikes räkning. Han rapporterade att Bonde var omutlig, men möjligheten att påverka kanske fanns genom hans hustru, som antogs vara ekonomisk påverkbar. Det tycks dock inte som om detta ledde någonstans.
Efter att hon blivit änka 1699 bosatte hon sig på Tyresö slott. Hon bodde större delen av sitt liv på slottet, som hon 1694 ärvt efter sin mormor, den välkända industrimagnaten grevinnan Maria Sofia De la Gardie. Hon var en stor industrialist och jordbrukare, men var främst känd för sina litterära intressen. Hon översatte bland annat den judisk-romerske historiken Josefus historia över judarna i fem delar till ett omfång av 2000 sidor. Hon författade ett epos över Jesu jordeliv i fyra delar som publicerades 1730–1736, och skrev 600 sonetter. Hon samlade en krets av professorer och biskopar på Tyresö och upprätthöll kontakt med flera andra litterära kvinnor, bland andra Sophia Elisabet Brenner.
Maria Gustava Gyllenstierna lär ha varit en av sin tids lärdaste kvinnor, en egenskap som ej gjorde henne särskilt populär inom den manliga aristokratin, då hon för det mesta var dem alltför överlägsen. Tack vare hennes utförliga dokumentation över godsets förluster inom Tyresö skärgårdsdel under rysshärjningarna 1719, har vi historiskt sett fått en god kännedom om hur alla nedbrända fiskelägen, torp, krogar och gårdar varit brukade och uppbyggda. Gyllenstierna blev vid samma tidpunkt känd för att hon 1719 lät riva tornen på Tyresö när ryssarna kom för att bränna den ståtliga byggnaden . Inkräktarna trodde då att slottet redan var ödelagt och vände om.

## Översättningar
- Flavius Josephus: Flavii Josephi Judiske historia (utaf Arnolds d'Andilli fransyska uttolckning på swenska öfwersatt [av Maria Gustava Gyllenstierna (del 1-5)]) (Stockholm, 1713, 1747-1752)
- Dorothe Engelbretsdatter: Tåre-offer, på swenska rim af en förnäm fru öfwersatt (Stockholm, 1727)